# M1915/16 400mm列車榴弾砲
M1915/16 400mm列車榴弾砲は、フランスの列車砲。

## 概要

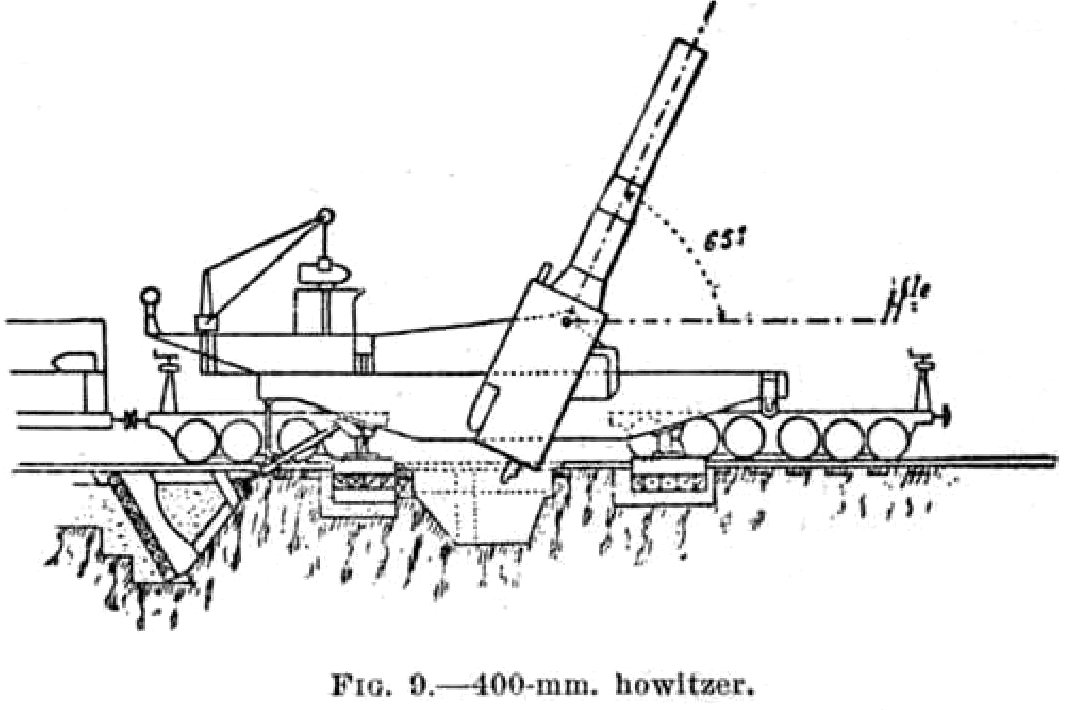
射撃姿勢の図

本砲は1915年に開発され、前部6軸ボギー台車、後部4軸ボギー台車で支えられた車台上に26.6口径の400mm榴弾砲を搭載していた。
射撃は仰角45度～65度で行われ、射程は15,000～16,000m、発射速度は5分に1発であった。
10両が製造されて第二次世界大戦時にも配備されており、1940年には8両がドイツ国防軍に捕獲され、40cm H(E)752(f)の名称が付けられた。ドイツ国防軍では、このうち2両を予備とし、残り6両を第693(E)列車砲中隊と第696(E)列車砲中隊に分配して使用。
1943年には一部がレニングラード包囲戦にも参加し、砲撃を行った。